# Saint-Gilles, Belgien
Saint-Gilles (fil) [sɛ̃ ʒil] (franska) eller Sint-Gillis (fil) [sɪntˈxɪlɪs] (nederländska) är en av de 19 kommunerna i huvudstadsregionen Bryssel i Belgien. Kommunen ligger i regionens centrala-södra del, omedelbart söder/sydväst om Bryssels kommun och har cirka 49 678 invånare (2020).